# Anthophora eversa
Anthophora eversa là một loài Hymenoptera trong họ Apidae. Loài này được Cockerell mô tả khoa học năm 1911.